# Big Nganjo
Big Nganjo (ou Nganjo Bolende) est un village du Cameroun situé dans le département de la Meme et la Région du Sud-Ouest. Il fait partie de la commune de Mbonge.

## Population
Big Nganjo et Small Nganjo ont d'abord été recensés ensemble. On y a dénombré 862 personnes en 1953, puis 1 133 en 1967, pour la plupart des Mbonge, du groupe Oroko.
Lors du recensement national de 2005, Big Nganjo, seul, comptait 2 130 habitants.